# باول سيرز
باول سيرز (بالإنجليزية: Paul Sears) هو عالم بيئة أمريكي، ولد في 17 ديسمبر 1891 في بوسايروس في الولايات المتحدة، وتوفي في 30 أبريل 1990 في تاوس في الولايات المتحدة.